# Spartak Timofejewitsch Beljajew
Spartak Timofejewitsch Beljajew (russisch Спартак Тимофеевич Беляев, englische Transliteration Spartak Timofeevich Belyaev, * 27. Oktober 1923 in Moskau; † 5. Januar 2017) war ein russischer theoretischer Physiker, der sich mit Vielteilchentheorie beschäftigte.

## Leben und Wirken
Nach dem Wehrdienst als Freiwilliger im Zweiten Weltkrieg 1941 bis 1946 (man bot ihm sogar nach dem Krieg Karriereaussichten in der Roten Armee an) studierte er an der Lomonossow-Universität in Moskau bei Gersch Izkowitsch Budker, bei dem er über Plasmaphysik arbeitete (relativistische kinetische Gleichung der Plasmaphysik). Ab 1947 arbeitete er am Labor Nr. 2, dem späteren Kurtschatow-Institut. 1949 schloss er sich der Theorie-Gruppe von Arkadi Migdal an. Ab 1952 war er am Kurtschatow-Institut tätig. 1962 machte er seinen russischen Doktor (Habilitation). In dieser Zeit leistete er fundamentale Beiträge zur Quantenfeldtheorie kondensierter Materie und wurde deshalb auch 1957/8 ans Niels-Bohr-Institut in Kopenhagen eingeladen und hielt 1958 Les Houches Lectures. 1962 ging er nach Nowosibirsk, wo er am Budker-Institut für Kernphysik eine einflussreiche Theoriegruppe aufbaute. Zeitweise war er auch Rektor der Universität Nowosibirsk. Ab 1979 war er wieder am Kurtschatow-Institut in Moskau, wo er schließlich Direktor des Instituts für Allgemeine Physik und Kernphysik wurde und in den 1990er-Jahren maßgeblich beteiligt war, das hohe Ansehen des Instituts durch die Pflege internationaler Kontakte auszubauen. Er war auch Direktor des Instituts für Naturwissenschaft und Ökologie und Professor am Moskauer Institut für Physik und Technologie. Ende der 1980er-Jahre war er als Vorsitzender einer Untersuchungskommission an der Aufklärung des Reaktorunfalls in Tschernobyl beteiligt.
Beljajew ist bekannt für die Entwicklung quantenfeldtheoretischer Methoden in der Festkörperphysik, wofür in Russland zuvor Nikolai Nikolajewitsch Bogoljubow Grundlagen legte. Er wandte sie (speziell die von ihm entwickelte Technik „anomaler Propagatoren“) auf verdünnte Bose-Einstein-Gase (Supraflüssigkeiten) an und später in der Kernphysik (Pairing in Kernmaterie und endlichen Kernen), während gleichzeitig in den 1950er-Jahren Lew Petrowitsch Gorkow damit die Theorie der Supraleitung ausbaute und Arkadi Migdal und Wiktor Galitski Fermi-Flüssigkeiten behandelten. Beljajews Theorien fanden in den 1990er-Jahren mit der weltweiten experimentellen Untersuchung von Bose-Einstein-Kondensaten neuen Auftrieb. In den 1990er-Jahren war Beljajev am Heidelberg-Moskau-Experiment zum Doppelten Betazerfall (HMBB) in der Neutrino-Physik beteiligt.
Zu seinen Schülern zählt Edward Shuryak.

## Auszeichnungen
- 1943 Orden des Roten Sterns[3]
- 1967 Leninorden[4]
- 1973 Orden der Oktoberrevolution[4]
- 1975, 1986 Orden des Roten Banners der Arbeit[4]
- 1985 Orden des Vaterländischen Krieges II. Klasse[4]
- 1998 Landau-Preis
- 2004 Feenberg-Medaille mit Lew Gorkow für seine Pionierarbeit zu Supraflüssigkeit, speziell seine unabhängige Einführung des revolutionären Konzepts des anomalen Propagators und die Anwendung auf verdünnte Bose-Flüssigkeiten und Paarung in Kernmaterie, die unser Verständnis der Physik von quantenmechanischen Vielteilchensystemen änderte mit einer Formulierung, die zur Standardsprache für das Gebiet wurde (Laudatio).[5]
- 2010 Lomonossow-Goldmedaille
- 2012 Pomerantschuk-Preis

Seit 1964 war er korrespondierendes Mitglied und seit 1968 Vollmitglied der Russischen Akademie der Wissenschaften.

## Schriften (Auswahl)
- Belyaev Collective excitations in nuclei, Gordon and Breach, 1968
- Belyaev Effect of pairing force correlations on nuclear properties, Kgl. Danske Videnskab. Selskab, Mat.fys.medd., Bd. 31, 1959, Nr. 11
- Belyaev, JETP, Bd. 34, 1958, S. 417, 433 (Soviet Phys. JETP, Bd. 7, 1958, S. 286, 299) (Bose-Gas)